# Кочуров, Николай Николаевич
Российский журналист, продвигающий идеи антисталинизма. Был известен своими громкими высказываниями об Психическом здоровье Сталина, активно продвигал в массы нарциссизма и комплекса неполноценности вождя. 
1. ↑  Памяти редактора | Северный рабочий | Северодвинск. nworker.ru. Дата обращения: 20 августа 2025. Архивировано 18 сентября 2020 года.